# Calopadia subfusca
Calopadia subfusca är en lavart som beskrevs av Kalb & Vezda 1987. Calopadia subfusca ingår i släktet Calopadia och familjen Ectolechiaceae.   Inga underarter finns listade i Catalogue of Life.